# Kamakiriad
Albums de Donald Fagen
The Nightfly
(1982) Morph the Cat
(2006)
Kamakiriad (1993) est le 2e album solo du musicien de jazz-rock américain Donald Fagen, un membre fondateur du groupe Steely Dan. C'est la première collaboration depuis 1980 de Donald Fagen et de Walter Becker, l'autre membre fondateur de Steely Dan. Dans la foulée de l’enregistrement de cet album, Fagen et Becker refondent leur groupe et s’embarquent dans leur première tournée depuis 1974. 
L'album a été classé 10e au Billboard en 1993.

## Titres de l’album
1. "Trans-Island Skyway" (Fagen) – 6:30
2. "Countermoon" (Fagen) – 5:05
3. "Springtime" (Fagen) – 5:06
4. "Snowbound" (Becker, Fagen) – 7:08
5. "Tomorrow's Girls" (Fagen) – 6:17
6. "Florida Room" (Fagen, Titus) – 6:02
7. "On the Dunes" (Fagen) – 8:07
8. "Teahouse on the Tracks" (Fagen) – 6:09

Les compositions sont de Donald Fagen, sauf indication contraire.

## Musiciens
- Donald Fagen - claviers, vocaux
- Paul Griffin - orgue Hammond
- Georg Wadenius - guitare
- Walter Becker - basse, guitare
- Randy Brecker - trompette, bugle
- Cornelius Bumpus - saxophone ténor
- Angela Clemmons-Patrick - vocaux
- Leroy Clouden - percussions, batterie
- Ronnie Cuber - saxophone baryton
- Illinois Elohainu - saxophone ténor (personne fictive, Fagen joue aux claviers)
- Lawrence Feldman - flûte, saxophone ténor
- Frank "Harmonica Frank" Floyd - vocaux
- Diane Garisto - vocaux
- Amy Helm - vocaux
- Bashiri Johnson - percussions
- Birch Johnson - trombone
- Mindy Joslyn - vocaux
- Brenda King - vocaux
- Curtis King - vocaux
- Lou Marini - clarinette, flûte, saxophone alto
- Dennis McDermott - batterie
- Jenni Muldaur - vocaux
- Christopher Parker - batterie
- Angela Clemmon Patrick - vocaux
- Jim Pugh - trombone
- Tim Ries - saxophone ténor
- Roger Rosenberg - saxophone baryton
- Alan Rubin - trompette, bugle
- Catherine Russell - vocaux
- Dian Sorel - vocaux
- Fonzi Thornton - vocaux
- David Tofani - flûte, saxophone ténor